# 保康报春
保康报春（学名：Primula neurocalyx）为报春花科报春花属下的一个种。

## 扩展阅读
- 維基物種上的相關：保康报春